# Syrah (uva)

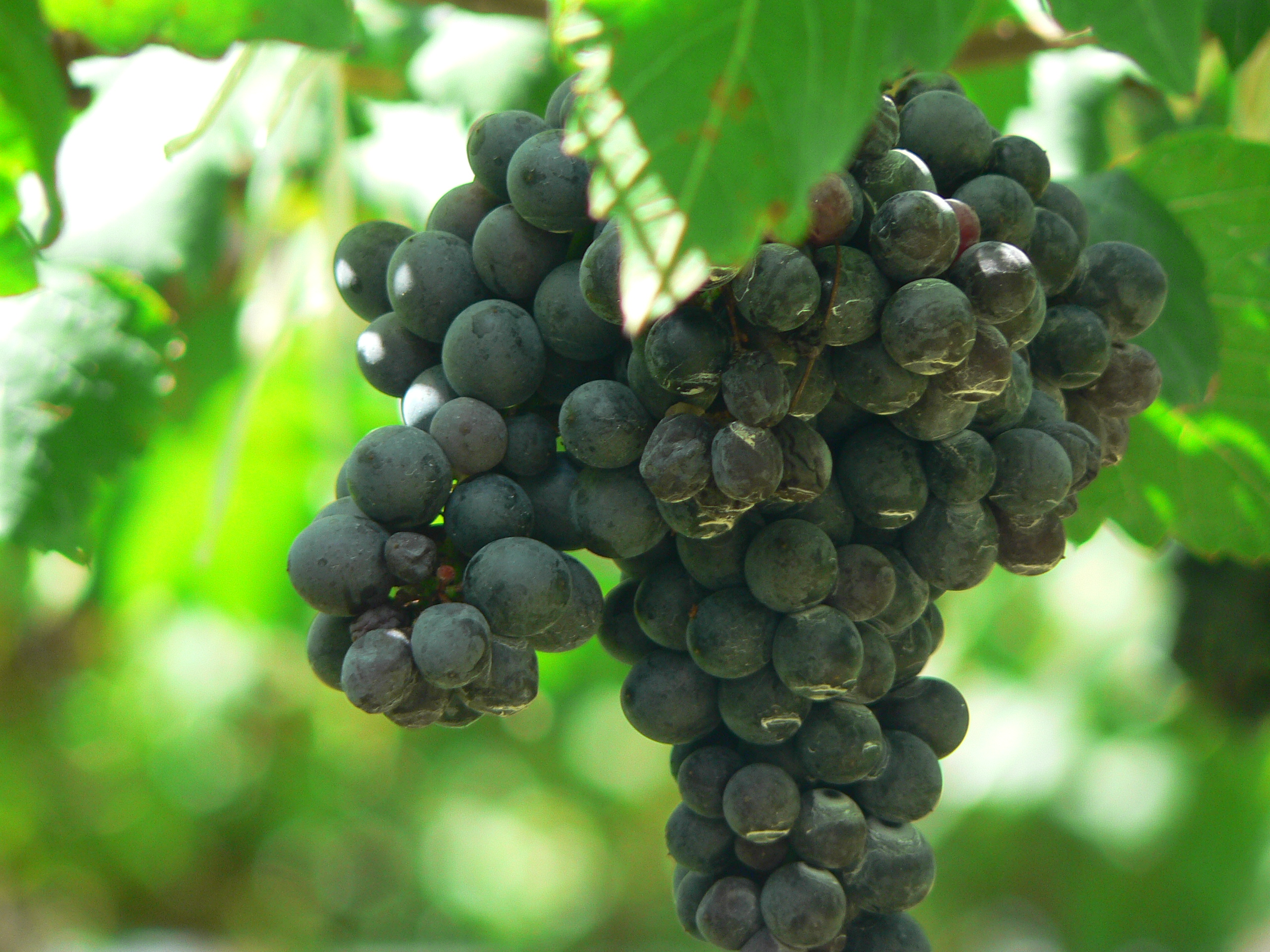
Racimo de shiraz.

La syrah, también conocida como shiraz, es una uva tinta que se cultiva en todo el mundo y se usa sobre todo para producir vino tinto. Un análisis de ADN de 1999 descubrió que la syrah era descendiente de dos uvas oscuras del sureste de Francia, la dureza y la mondeuse blanche. La syrah no debe confundirse con la petite sirah, que es un sinónimo de la durif, un cruce entre la syrah y la peloursin que data de 1880.
El estilo y el perfil de sabores de los vinos hechos de syrah está influenciado por el clima donde se cultivaron las uvas. Los climas moderados (como los del norte del valle del Ródano y partes de la AVA Walla Walla del estado de Washington) tienden a producir un vino de cuerpo medio-completo y con niveles medio-altos de taninos, así como sabores a mora, menta y pimienta negra. En los climas cálidos (como los de Creta, San Juan en Argentina y el valle de Barossa de Australia) los vinos son más consistentes, con cuerpo completo, taninos más suaves y notas a fruta amermelada, especias, anís y tierra. En muchas regiones, la acidez y los niveles tánicos de la syrah le dan mayor capacidad de envejecimiento.
La syrah es usada para vinos monovarietales y también para multivarietales. Tras unos años de plantaciones intensivas, en 2004 la syrah se convirtió en la séptima uva más plantada, con un total de 142.600 ha. Se puede encontrar en todo el mundo, especialmente en Argentina, Francia, Chile, Sudáfrica, la Hawke's Bay de Nueva Zelanda, Baja California, California, el estado de Washington y varias regiones australianas como Barossa, Coonawarra, el valle de Hunter, el río Margaret y el McLaren Vale.

## Historia
La syrah tiene documentada una larga historia en el Ródano, Francia. En 1998, un estudio dirigido por Carole Meredith, de la Universidad de California en Davis, usó el perfil de ADN y material de referencia de la estación de viticultura de la École Nationale Supérieure Agronomique de Montpellier para concluir que la syrah era descendiente de las uvas dureza (padre) y mondeuse blanche (madre).
La dureza es una uva de piel oscura proveniente de la región francesa de Ardèche, aunque ha desaparecido de los viñedos y se conserva en Montpellier. La mondeuse blance es una uva blanca que se cultiva en Saboya, y se encuentra en pequeñas cantidades en los viñedos de esa región. Ambas variedades son bastante desconocidas hoy en día y nunca han alcanzado la popularidad de la syrah. Ambos ascendientes son del sureste de Francia, muy cerca del Ródano. Sobre la base de estos hallazgos, los investigadores han concluido que la syrah se originó en el norte del Ródano.
El análisis del ADN no deja lugar a dudas, y las numerosas hipótesis restantes del origen de la uva a lo largo de los años carecen de evidencias documentales, de investigaciones ampelográficas, botánicas o de ADN. En lugar de esto, parece que se han basado solamente en la similitud de los sinónimos de la variedad. En esta línea, hay quien ha propuesto a la ciudad italiana de Siracusa o a la ciudad iraní de Shiraz como lugares de origen de la uva.
La información del parentesco, no obstante, no revela lo antigua que es la variedad, es decir, cuándo tuvo lugar la polinización de una mondeuse blance por una dureza dando origen a la variedad syrah. En el año 77 d. C., Plinio el Viejo escribió en su obra Naturalis Historia sobre los vinos de Vienne (Côte-Rôtie), donde los alóbroges se habían hecho famosos por un valioso vino de uvas de piel oscura que no existía 50 años antes, en la epata de Virgilio. Plinio llamó a estas vides allobrogica, y se ha especulado que pudiera ser la actual syrah. No obstante, la descripción del vino podría coincidir con el de otras variedades, como el de dureza, y Plinio escribió que la allobrogica era resistente al frío, lo que no encaja del todo con la syrah.

### El origen del nombre
Las leyendas del origen del nombre syrah hacen referencia al sinónimo shiraz. Shiraz es una ciudad muy antigua de Irán que produce un vino muy conocido llamado shirazi. Las leyendas dicen que la syrah se originó en Shiraz y que, posteriormente, fue llevada al Ródano. Se han registrado dos versiones del mito que sitúan la llegada de la uva al Ródano con 1800 años de diferencia entre ambas. Según otras versiones, los fenicios pudieron haber llevado la syrah a su colonia de los alrededores de Marsella (conocida entonces como Massilia), donde habría sido encontrada en torno al 600 a. C. por los griegos. Posteriormente, la variedad se habría extendido hasta el norte del Ródano, que jamás fue colonizado por los fenicios. No hay documentación que apoye esta teoría ni que explique cómo la uva desapareció de Marsella.
La leyenda que relaciona a la syrah con la ciudad iraní de Shiraz podría tener un origen francés. James Busby escribió en Diario de una reciente visita a los principales viñedos de España y Francia que el libro de 1826 titulado Enología francesa "estipula que, de acuerdo con la tradición vecinal, la planta [scycras] fue originalmente traída de Shiraz, en Persia, por uno de los eremitas de la montaña".
Algunos han especulado (entre otros, Jancis Robinson) que shiraz es un nombre obtenido a partir de scyras, que a su vez se obtuvo a partir de syrah. El nombre shiraz aparece en fuentes británicas desde la década de 1830. Los primeros documentos australianos sobre la uva la llaman scyras, aunque desde mediados del siglo XIX los nombres shiraz y Hermitage han ido reemplazando al sinónimo scyras en ese país. El nombre shiraz podría obtenerse también por la pronunciación inglesa de un nombre francés. Aunque no hay evidencias de que esto empezara a ocurrir en Australia, lo cierto es que ahí el nombre shiraz es popular.
Otra leyenda, basada también en la etimología del nombre, dice la variedad fue llevada a Siracusa, Sicilia, por las legiones del emperador romano Probo en algún momento posterior al 280 d. C. Esta leyenda también carece de evidencias documentales y no coincide con los hallazgos ampelográficos.

### Fama de la uva
Los vinos que hicieron famosa a la syrah fueron los Hermitage, una colina con una ermita en la cima en la ciudad Tain-l'Hermitage, en el norte del Ródano. Se supone que Gaspard de Stérimberg vivió como ermitaño allí cuando volvió de las cruzadas. Los vinos Hermitage mantuvieron durante siglos una gran reputación por su calidad. Aunque el Hermitage fue muy famoso en los siglos XVIII y el XIX, y atrajo interés de aficionados al vino extranjeros (entre otros, Thomas Jefferson) la variedad perdió superficie de viñedos y atención en el extranjero en la primera mitad del siglo XX.
En el siglo XVIII y la primera mitad del XIX, muchos vinos Hermitage eran exportados mezclados con vinos de Burdeos. En una era en la que los que los vinos clarets eran menos fuertes que los actuales, y antes de las normas de las denominaciones, los vinos tintos de las regiones más cálidas eran usados para mejorar los vinos de Burdeos. Aunque los vinos españoles y argelinos también se usaban con este propósito los mejores châteaux de Burdeos se mejoraban con el de Hermitage, sobre todo en las peores añadas.
En 1831 el escocés James Busby, a menudo llamado el "padre de la viticultura australiana", hizo un viaje a Europa para recolectar esquejes de vides (sobre todo de Francia y España) para introducirlas posteriormente en Australia. Una de las variedades recolectadas fue la syrah, aunque Busby usó los sinónimos scyras y ciras. Los esquejes fueron plantados en los Jardín Botánico de Sídney y en la región de Hunter, y en 1839 fue llevada desde Sídney a Australia Meridional. En la década de 1860, la syrah se había establecido como una variedad importante en Australia.

### Historia reciente
La syrah sigue siendo la principal uva del norte del Ródano y está asociada con el clásico vino AOC Hermitage, AOC Cornas y AOC Côte-Rôtie, donde suele mezclarse con garnacha. Aunque los mejores ejemplares se envejecen durante años, otros pueden ser tomados jóvenes y cuentan con notas a arándanos y una estructura tánica suave. La syrah ha sido usada ampliamente como uva de mezca en los vinos tintos de muchos países debido a sus sabores afrutados, equilibrando las debilidades de otras variedades y produciendo vinos más completos.
Desde la década de los 70 hasta los años 90, la syrah ha aumentado su popularidad y las plantaciones de la variedad se han expandido significativamente en las localizaciones antiguas y en otras nuevas. A comienzos de los años 2000, pasó a ser una de las diez variedades más plantadas del mundo.

## Vinos de syrah

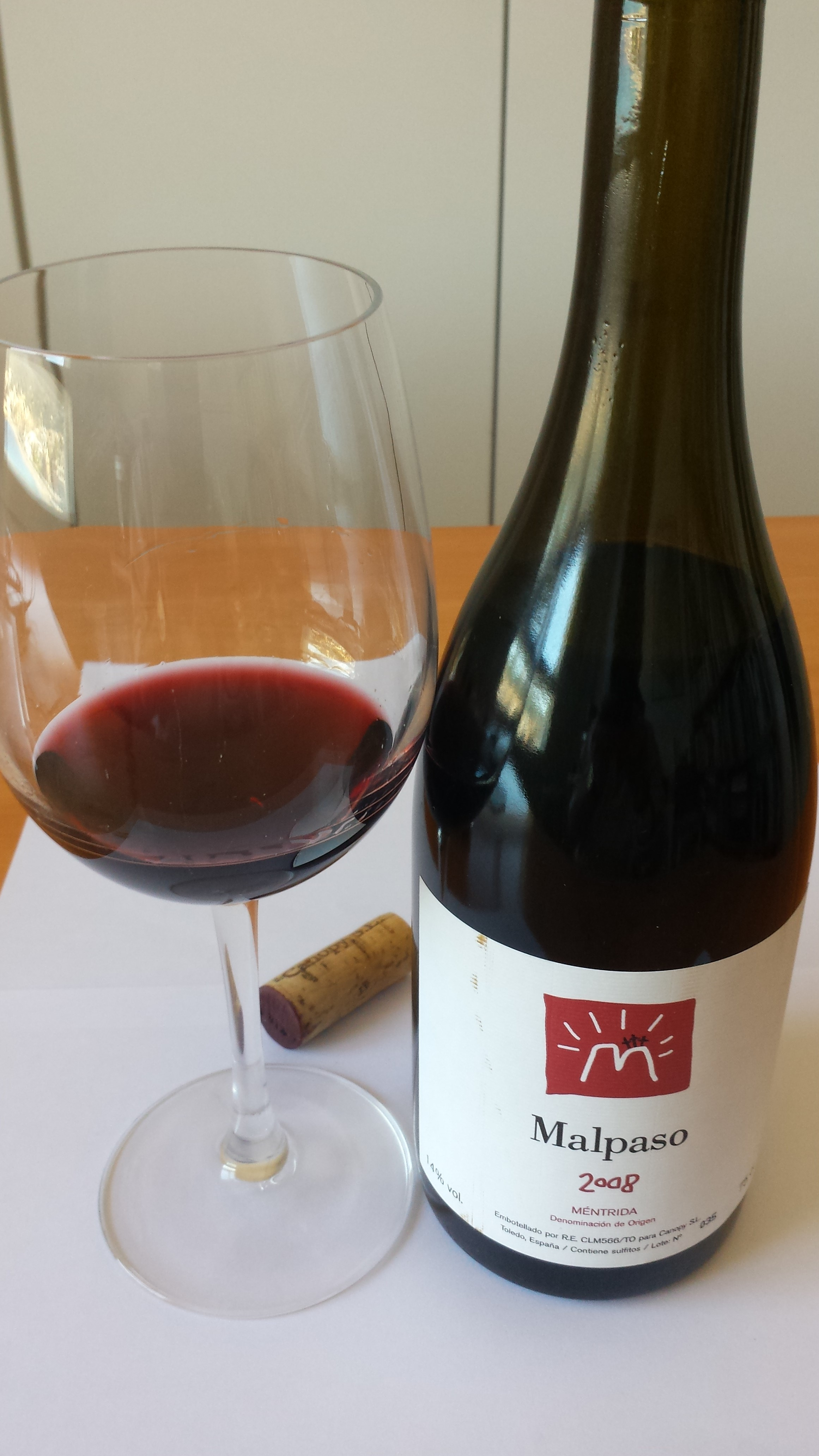
Un monovarietal de syrah de Méntrida, Toledo, España

Se usan pequeñas cantidades de syrah para la producción de varios estilos de vinos, como el vino rosado, el vino fortificado al estilo de Oporto y vino tinto espumoso. Aunque el vino shiraz espumoso australiano es un poco dulce, algunos productores australianos producen vino de shiraz espumoso seco y con cuerpo que conserva la complejidad y, a veces, la característica terrosa que puede encontrarse en los vinos no espumosos de esa variedad.
Debido a sus sabores concentrados y unos altos niveles taínicos, muchos syrah premium mejoran tras un envejecimiento en botella. En casos excepcionales, este puede durar 15 años o más.
Se recomienda servir los vinos de syrah a 18 °C.

### Sabores
Los vinos realizados de syrah suelen tener mucho sabor y buen cuerpo. La variedad produce vinos con un amplio rango de sabores, dependiendo del clima, el terruño donde crece la vid y las prácticas de la viticultura.
Los aromas pueden variar de violetas, frutos oscuros, chocolate, café espresso y pimienta negra. No hay ningún aroma que pueda considerarse típico de este vino, aunque sí que suelen presentarse aromas a zarzamora y pimienta. Las notas de sabor y aroma "primarias" se moderan y luego se complementan con notas terrosas "terciarias", tales como el cuero y trufa. Las notas de sabor y aroma "secundarias" se asocian con otras prácticas enológicas, como la crianza en barrica y el tratamiento de levadura.
En las hojas de syrah se puede encontrar C13-norisoprenoides derivados como el ionona 7,8-dihidro, el megastigmane-3,9-diol y 3-oxo-7,8-dihidro-α-ionol.

### Syrah o shiraz en las etiquetas
Las AOCs de syrah del norte del Ródano, al igual que otras AOCs francesas, no tiene tradición de etiquetar vinos varietales. En lugar de esto, suelen poner solamente el nombre de la AOC (como Cote-Rotie, Crozes-Hermitage o Hermitage). Lo de etiquetar los varietales de syrah/shiraz es una práctica que surge en el Nuevo Mundo, y en primer lugar en Australia.
Además, en el norte del Ródano hay diferentes clones de auténtica syrah que son llamados petite syrah (pequeña syrah) y la gros syrah (gran syrah) dependiendo del tamaño de las uvas, considerándose la petite syrah como una versión superior por dar vinos con una mayor cantidad de compuestos fenólicos.
Como norma general, la mayoría de los vinos australianos y sudafricanos se etiquetan con el sinónimo shiraz, y la mayoría de los vinos europeos donde se etiquetan los varietales se usa la palabra syrah (también para los argentinos). En otros países, los productores o los comerciantes normalmente eligen syrah o shiraz en función de diferencias de estilo de los vinos. Los etiquetados como syrah son más similares a los clásicos del norte del Ródano (se suponen más elegantes, tánicos, con sabores a ahumados y con una frutalidad similar). Los vinos etiquetados como shiraz son más similares al arquetipo de vino de Australia u otro lugar del Nuevo Mundo (se presume que están hechos de uvas más maduras y que son más afrutados, menos tánicos, más picantes que con sabor a ahumados, más bebibles cuando son jóvenes, más ligeros y más dulces). No obstante, esta norma de etiquetado no se aplica siempre.

## Regiones
En Europa hay bastantes hectáreas en Francia, España, Portugal e Italia. En el Nuevo Mundo se ha cultivado mucho en Estados Unidos, Argentina, Chile, Sudáfrica y Australia, entre otros lugares.

### Francia

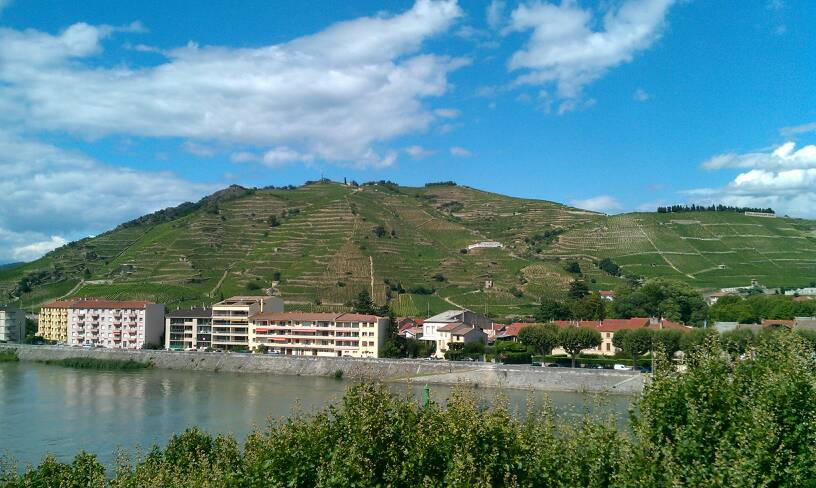
Viñedos en la colina Hermitage. La mayoría son de syrah.

La syrah crece en el valle del Ródano. Los diferentes terruños producen vinos de diferentes estilos. Los Hermitage son más mineralizados y tánicos y los Côte-Rôtie son más afrutados y perfumados.
La syrah es la única uva tinta que se usa en los vinos del norte del Ródano. La syrah también es un componente clave de muchas mezclas. Puede usarse para añadir estructura y color a los vinos a base de garnacha del sur del Ródano y de Châteauneuf-du-Pape.
En 1968 había sólo 2700 ha de viñedos de syrah en Francia, sobre todo en las denominaciones tradicionales del norte del Ródano. Los vinos de esta variedad no habían recibido demasiada atención del extranjero desde hace varias décadas y, por ello, no se aprovechó toda la capacidad de estos viñedos. Tras el "redescubrimiento" de los vinos del norte del Ródano por los escritores expertos en vino en la década de los 70, las plantaciones se extendieron considerablemente. Esta tendencia recibió un impulso extra en la década de los 80 y los 90, cuando el experto en vino Robert M. Parker, Jr. empezó a dar puntuaciones muy altas, cercanas a la puntuación "perfecta" de 100 puntos, a algunos vinos hechos en el Ródano.
La popularidad de la shiraz australiana en el mercado de la exportación también tuvo un papel en esto. En 1998, había 27.000 ha de esta variedad en Francia y en 1999 50.700 ha. De este modo, Francia se convirtió en el país con más plantaciones de syrah.
Aunque las partes no utilizadas previamente en los viñedos del norte del Ródano se han plantado con syrah como parte de la expansión de la variedad, la mayor parte de las nuevas plantaciones francesas de syrah se han realizado en el sur del Ródano, que tiene una superficie de viñedos mucho mayor que el norte, y en la región de Languedoc-Rosellón. Aunque el sur del Ródano produce relativamente pocos vinos de syrah, la proporción de vinos que contienen syrah en su mezcla han ido en aumento. En la zona de Languedoc-Rosellón utiliza syrah para producir las mezclas que se hacen en el sur del Ródano con garnacha y también para hacer vinos al estilo australiano de syrah con cabernet sauvignon y monovarietales de syrah.
Las vides de syrah francesas suelen sufrir una especie de muerte gradual que se caracteriza por en enrojecimiento de las hojas a finales del verano, el desarrollo de grietas profundas en el tallo por encima del injerto y la muerte prematura de la vid. El síndrome se observó por primera vez en 1990 en los departamentos de Gard y Hérault del sur de Francia, pero se ha extendido. Se cree que la causa es la incompatibilidad de los rizomas con el vástago y no por alguna clase de virus.

### España
Fue introducida en España por el marqués de Griñón, que se sirvió del enólogo Emile Peynaud para esto en 1982. Esta entró por primera vez en la que hoy es la DO Dominio de Valdepusa, en Toledo (Castilla-La Mancha). El vino de esta denominación ha llegado a ser uno los mejores exponentes de los realizados con esta variedad a partir del siglo XXI, cuando la revista Wine Spectator le dio 94 puntos a su vino de la añada de 2001. En la actualidad se ha divulgado por las regiones vinícolas de Castilla-La Mancha.
Desde 1982 se ha ido divulgando poco a poco. Los primeros vinos monovarietales de syrah se produjeron en Jumilla y Alicante. Esta variedad se ha aclimatado muy bien a las DO de la Comunidad Valenciana y Murcia por complementar muy bien en vinos multivarietales con la monastrell.
En Aragón (Cariñena, Calatayud, Campo de Borja) y Cataluña (Priorato, Montsant, Terra Alta, Tarragona) se ha combinado bien con garnacha y cariñena. La syrah también se ha asentado en Baleares.
El crecimiento de los cultivos de esta uva en España en la década de los 2000 ha sido enorme. En 1990 había 4 ha, en 1999 había 8 ha y en 2009 había 19.045 ha.

### Italia
En Italia, la syrah crece en la Toscana (por ejemplo, en la DOC Cortona), el Lacio (Lagunas Pontinas) y en Apulia (IGT Syrah Tarantino). También existe la DOC Sirah Piamonte. En Sicilia se hacen vinos de syrah con nero d'Avola que se consideran de las mejores mezclas. Los vinos resultantes son suaves y tienen notas picantes. Estos tienen una gran demanda en el mercado internacional.

### Suiza
La uva fue introducida en Suiza en 1926 y en 2009 era ya la sexta uva tinta más común del país, con 181 ha. La mayoría crece en el cantón del Valais, a lo largo de la parte más alta del valle del Ródano, sobre el lago Lemán, y produce "vinos concentrados de vides maduras".

### Estados Unidos
En los Estados Unidos, al vino producido con esta variedad se le etiqueta como syrah. No obstante, cuando los productores escogen realizar el vino con algún estilo del Nuevo Mundo, como el Penfolds Grange, eligen etiquetarlo como shiraz. Las regulaciones estadounidenses del vino permiten usar ambos sinónimos. La syrah entró por primera vez en California en la década de 1970, cuando fue plantada por un grupo de viticultures que se llamaban a sí mismos "Rhône Rangers". Aunque la mayoría de las plantaciones estadounidenses de esta vid están en California, cada vez se cultivan más en el estado de Washington. El syrah constituye un porcentaje significativo del vino producido en varias AVAs del estado de Washington como Naches Heights y Walla Walla.
Los vinos californianos, como es habitual en la vitivinicultura, varían mucho en función del terruño y el clima donde se encuentran los viñedos. En las regiones, como algunas partes del valle de Napa, el vino se mezcla a menudo con otras variedades del Ródano. Otras denominaciones que comprenden zonas montañosas tienden a producir vinos monovarietales. La syrah se introdujo fue introducida en el estado de Washington en 1986 a través de una asociación de Red Willow Vineyard, de Woodwinville (propiedad de Washington Columbia Winery) y del experto en vino David Lake. La variedad se expandió rápidamente y se ha utilizado para producir vinos monovarietales, además de para multivarietales con garnacha, cinsault y viognier.

### Argentina
Las plantaciones de syrah en Argentina han aumentado de las menos de 1000 ha de 1990 a las 9500 ha del 2002.
En Argentina suele mezclarse la syrah con la uva de piel oscura malbec para dar una opción argentina al cabernet-shiraz australiano.
Este ha ganado un nuevo sitial en Argentina, donde se están produciendo vinos con un estilo más ligeros y frescos.
Las zonas más aptas para esta sepa son Mendoza y San Juan, donde se mantiene su pureza, gracias a su intenso sol. En estas áreas se concentra el 90% de las hectáreas plantadas con esta variedad en el país, las que suman 12.809, una cifra menor en comparación a las 200.000 hectáreas de viñedos plantados en toda Argentina.

### Chile
En 2005 había 2500 ha de syrah en Chile.

### Sudáfrica
Las plantaciones de syrah en Sudáfrica se han expandido significativamente, del 1% de los viñedos en 1995 al 9,7% en 2007, dejando un área total de 9856 ha de syrah. En Sudáfrica, la variedad es conocida sobre todo como shiraz, pero la designación syrah se usa para los vinos al estilo del Ródano. Algunos consideran a esta variedad como la "gran esperanza" de los vinos sudafricanos.

### Australia
La uva syrah fue introducida en Australia en 1832 por James Busby, un inmigrante que trajo esquejes de vid europeos. Casi siempre se le llama shiraz. En la actualidad es la uva tinta más popular de Australia. En la década de 1970 el vino blanco se hizo tan popular que los agricultores arrancaron vides de shiraz y garnacha (algunas muy antiguas) porque dejaban menos beneficios. Se cree que el viñedo más antiguo que ha sido comercialmente productivo ininterrumpidamente es el Turkey Flat de Tanunda, en el valle Barossa, que fue plantado en 1847.
Muchos factores, entre los que está el éxito de las marcas como Lindemans (parte del Treasury Wine Estates) y Jacob's Creek en el Reino Unido, así como Resmount en Estados Unidos y Reino Unido, son responsables de la gran expansión de las plantantaciones durante la década de 1980 y 1990. En California tuvo una trayectoria similar. El mayor factor que fomentó la expansión durante los 90 fue la ventaja fiscal que tenía plantar nuevos viñedos.
En las temporadas de 2005-2006, el total de las plantaciones de shiraz en Australia llegaron a las 41.115 ha, de las cuales 39.087 ha eran ya lo suficientemente antiguas como para ser productivas. El rendimiento de estas vides fue de un total de 4222.430 toneladas de uvas shiraz para la producción de vino. La shiraz se ha convertido en la variedad más plantada de Australia, y este país es el segundo con mayor superficie de syrah, después de Francia.
Entre las regiones de Victoria está Heathcote, a una hora y media al norte del Melbourne. En el clima más frío del río Margaret, en Australia Occidental, se produce un vino de shiraz con menos contenido alcohólico y con estilo más francés.
Un ejemplo bien conocido de shiraz australiano es el Penfolfs Grange. Este vino fue creado por el productor Max Schubert en 1951 y tiene reputación de envejecer bien. Es una mezcla de uvas de varias regiones de Australia Meridional, en el que juega un importante papel el valle Barossa y la crianza en barricas nuevas de roble americano. Otros vinos shiraz muy conocidos son el Henschke Hill of Grace de y el Penfolds RWT.
Recientemente, los productores australianos de vinos shiraz empezaron a añadir un 4% de viognier para darle aromas y sabores a albaricoque. El productor no está obligado a declarar en la etiqueta un porcentaje tan pequeño. En los últimos cinco años, sin embargo, se ha empezado a poner de moda etiquetar el vino como Shiraz Viognier porque los consumidores han aceptado estra práctica.
La costumbre de mezclar viognier con syrah se ha vuelto habitual también en Cote Rotie, al norte del Ródano.
La shiraz también es la S en la mezcla GSM (grenache-shiraz-mourvèdre/garnacha-syrah-monastrell), que es un vino australiano similar a los multivarietales de Châteauneuf-du-Pape.

## Durif
La durif, o petite sirah, es un descendiente de la syrah y la peloursin. Fue propagada por François Durif. Regiones como Rutherglen han recabado interés internacional por sus vinos de durif. Este vino varietal es similar al de shiraz, pero con más cuerpo y más tánico porque las uvas son más pequeñas y tienen la piel más gruesa. La syrah se ha plantado ampliamente en California, donde se ha popularizado para vino varietal (por ejemplo, por Bogle Vineyards), y donde también se ha mezclado con zinfandel para producir vinos ricos y afrutados.

## Ampelografía
Brote ápice: algodonoso, blanco-verdoso; algunos con extremos laterales levemente carminados. 
Tallo herbáceo: poco curvado, con los extremos vueltos hacia arriba, lanoso, más intensamente hacia el ápice; verde con, con algo de coloración pardusca en nudos.
Apicales: plegadas, algodonosas, blanco-verdosas, con algún tinte carminado en los bordes. Basales: poco plegadas, lanosas en faz superior, algodonosas en la inferior, verde-blanquecinas o con tonalidad dorada.
Flor hermafrodita.
Hoja adulta: Lóbulo central plano o plegado asimétricamente, los laterales doblados hacia arriba; nediana; orbicular; medianamente ampollada, con intensidad variable; verde; opaca; típicamente trilobada.
Indumento faz inferior: telaraña abundante. Dientes: convexos, grandes. Seno Peciolar: U tendencia a lira. Punto peciolar: blanquecino.
Pecíolo: mediano; lanoso; pardo-rojizo.
Racimo: Cónico-alargado, tendencia a cilíndrico; mediano; compacto o bien lleno.
Baya: Negro-azulada, elipsoidal-mediana; neutra; pulpa blanda.

## Sinónimos
Además de syrah y shiraz, la uva es conocida por otros sinónimos, entre los cuales están: antourenein noir, balsamina, candive, entournerein, hignin noir, marsanne noir, schiras, sirac, syra, ryrac, serine y sereine.